# Lurcy-Lévis
Lurcy-Lévis é uma comuna francesa na região administrativa de Auvérnia-Ródano-Alpes, no departamento Allier. Estende-se por uma área de 71,72 km². Em 2010 a comuna tinha 1 921 habitantes (densidade: 26,8 hab./km²).